# Mezzosoprano ligera
La mezzosoprano ligera es una voz de mezzosoprano casi equivalente a la soprano dramática, pero con más agilidades (es una voz capacitada para resolver ornamentos auténticamente virtuosistas). Su registro se extiende desde un la #3 a un la #5. 
La mezzosoprano ligera equivaldría a la Soprano dramática o incluso a la Soprano Falcon  en el repertorio francés.
- Datos: Q6012300